# Xã Hazelton, Quận Kittson, Minnesota
Xã Hazelton (tiếng Anh: Hazelton Township) là một xã thuộc quận Kittson, tiểu bang Minnesota, Hoa Kỳ. Năm 2010, dân số của xã này là 104 người.